# Caria paridion
Caria paridion är en fjärilsart som beskrevs av Johan Wilhelm Dalman 1823. Caria paridion ingår i släktet Caria och familjen Riodinidae. Inga underarter finns listade i Catalogue of Life.